# Central nuclear de Gravelinas
La Central nuclear de Gravelinas ( en francés: Centrale nucléaire de Gravelines ) es una planta de energía nuclear ubicada en la comuna francesa de Gravelinas, en el departamento Norte, a aproximadamente 20 km de Dunkerque y Calais. El agua de refrigeración proviene del mar del Norte. La planta consta de 6 reactores nucleares de 900 MW cada uno. En 2017 la planta produjo 31,67 TWh de energía eléctrica, el 5,9% de la producción eléctrica francesa. Dos reactores entraron en servicio en 1980, dos en 1981 y dos en 1985.

## Características
La planta emplea a 1.680 trabajadores a tiempo completo. El 2 de agosto de 2002, se convirtió en la segunda estación nuclear en cualquier parte del mundo en producir más de mil teravatios-hora de electricidad, tras la Central nuclear Bruce en Ontario, Canadá, que superó ese hito en 2009.
Los reactores de las unidades 5 y 6 estaban inicialmente destinados para ser instalados en Irán, pero el pedido fue cancelado tras la Revolución iraní en 1979. Su diseño, conocido como CPY, fue la base para los reactores tipo CPR-1000, instalados en China. Un modelo intermedio derivado del anterior recibe el nombre de M310.

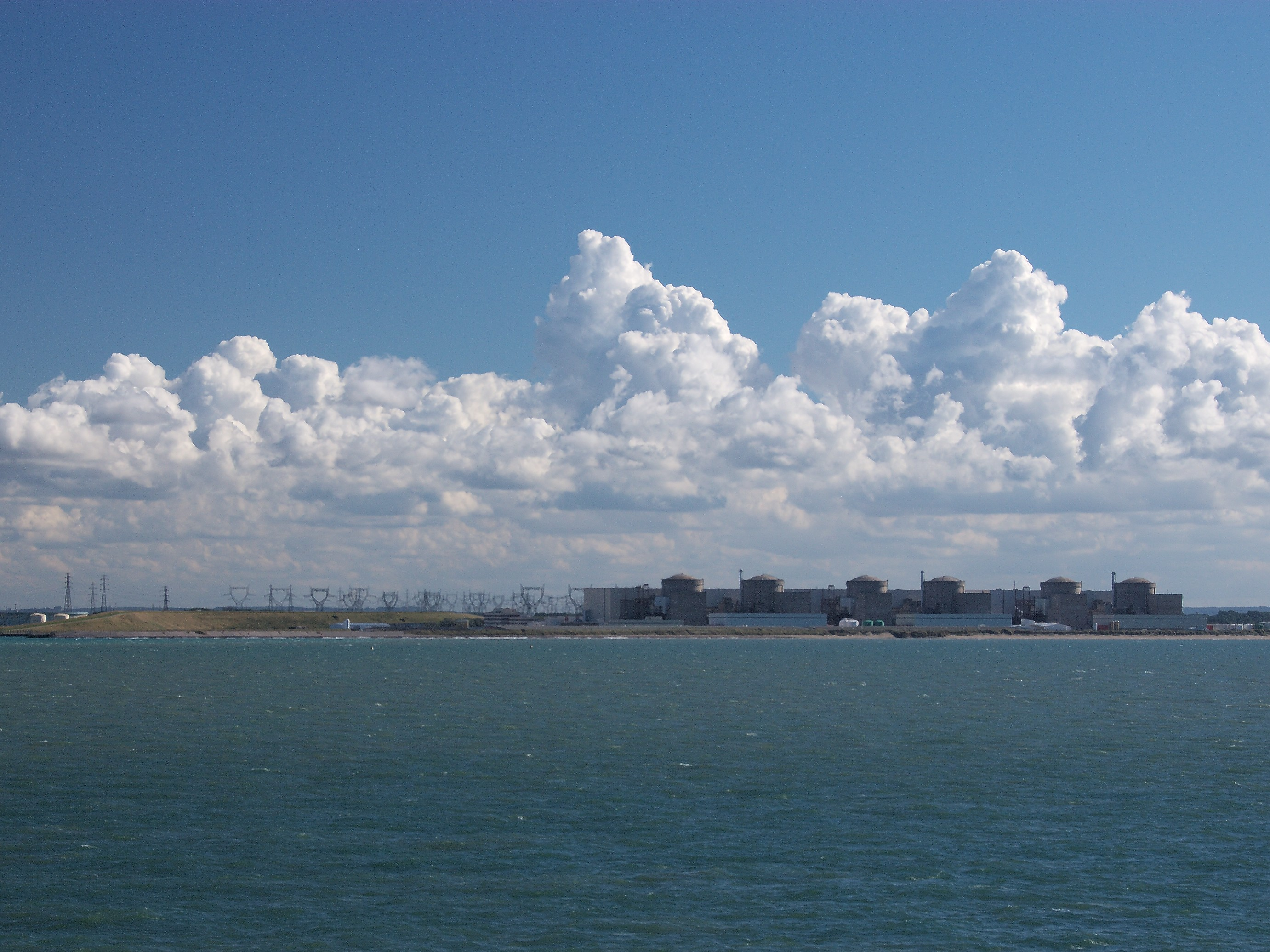
La central nuclear de Gravelinas, al fondo.

## Incidentes
- En 2006, cuando la Unidad 3 se desconectó para reabastecerse de combustible de rutina, se descubrió que un cable eléctrico no se había enchufado correctamente durante la última interrupción en 2005. Este incidente fue clasificado de nivel 1 en el Escala INES.
- En 2007, la planta experimentó cuatro eventos separados que calificaron como Nivel 1 en la Escala INES.
- En agosto de 2009, durante el intercambio anual de haces de combustible en el Reactor-1, un haz se atascó en la estructura superior de manipulación, deteniendo las operaciones y provocando la evacuación y aislamiento del edificio del reactor.[5]

## Agua de refrigeración
El agua de refrigeración que transporta calor residual de la planta se utiliza para acuicultura en un lugar llamado route de l'aquaculture.
Una comuna local de acuicultores quienes recaudan lubina europea y doradas. El agua tibia les ayuda a crecer más rápido.

## Economía
La compañía OVHcloud, el mayor centro de datos del país, se encuentra junto a la central nuclear.